# 斯威格 (阿拉巴馬州)
斯威格（英語：Swagg）是一個位於美國阿拉巴馬州蘭道夫縣的非建制地區。該地的面積和人口皆未知。

## 地理
斯威格的座標為33°22′28″N 85°32′52″W / 33.37444°N 85.54778°W，而該地的平均海拔高度為336米（即1102英尺）。